# 알바로 데 멘다냐
알바로 데 멘다냐 이 네이라 (또는 네이라) (1542년 10월 1일 ~ 1595년 10월 18일)는 1567년과 1595년에 태평양을 횡단한 최초의 기록된 두 번의 원정으로 가장 잘 알려진 스페인 항해가, 탐험가, 그리고 지도 제작자였다. 그의 항해는 마르키즈 제도, 쿡 제도, 그리고 솔로몬 제도와 다른 군도들의 발견으로 이어졌다. 콩고스토의 엘 비에르소 지방 (레온)에서 태어난 그는 로페 가르시아 데 카스트로 페루 부왕의 조카였다.

## 테라 아우스트랄리스 탐색
1565년부터 1605년 사이에, 페루를 떠나 남서 태평양으로 향하는 세 번의 중요한 스페인 탐험 항해가 있었다.:2 이 항해의 영감 중 하나는 1557년에 페루에 도착한 스페인 군인 페드로 사르미엔토 데 감보아였다. 사르미엔토 데 감보아는 더 서쪽의 땅에서 수집된 금과 재물에 대한 잉카 이야기에 관심을 갖게 되었다. 태평양에서 땅을 찾기 위한 사르미엔토의 제안은 가르시아 데 카스트로 총독에게 전달되었고, 이는 위대한 남방 대륙의 존재에 대한 스페인인의 일반적인 믿음과 일치하여 호의를 얻었다. 역사가 미리암 에스텐센은 카스트로 총독이 평화와 질서를 유지하는 방법으로도 동의했다고 주장한다. 스페인령 아메리카에서 "불안하고 파괴적인" 요소들은 식민 사회에서 그들을 제거하기 위해 이러한 탐험 여행에 참여하도록 장려되었다. 가능한 부의 유혹은 종종 사회의 가장 가난한 계층에서 온 이러한 남성들에게 이러한 탐험을 매력적으로 만들었다.:15
그러나 사르미엔토 데 감보아는 원정대의 총사령관이 되지 못해 몹시 실망했다. 대신 지휘권은 카스트로 총독의 조카인 더 젊고 비교적 경험이 없는 알바로 데 멘다냐 데 네이라에게 주어졌다. 사르미엔토는 "우주론자"가 되어야 했다.:17 사르미엔토의 기록에 따르면, 그는 기함의 선장이었고 최소한 수석 항해사 겸 해도 제작자 에르난도 갈레고와 같은 수준이었다. 사르미엔토의 관심이 얻을 수 있는 부에 있었던 반면, 멘다냐의 우선순위는 "이교도"를 기독교로 개종시키는 것이었다.:121 원정대가 출발하기도 전에 스페인 지휘부 내에는 깊은 분열이 생겨났다.

### 1567~1569년 항해
200톤급 로스 레예스(기함)와 140톤급 토도스 산토스(부함) 두 척의 배는 1567년 11월 20일 페루의 카야오를 떠나 약 150명의 선원, 군인, 사제, 노예를 싣고 항해했다.
1월 중순에 작은 섬(아마도 현재 투발루의 누이 환초)을 발견한 후, 1568년 2월 7일에 상당한 크기의 육지가 발견되었다. 그곳은 산타 이사벨 섬이었고, 며칠 후 그들은 상륙했다. 원정대는 솔로몬 제도를 발견했고, 이 섬들은 원정대 귀환 시 이슬라스 살로몬(Islas Salomon)으로 명명되었다. 스페인인들은 즉시 나중에 식인종임이 밝혀진 솔로몬 제도 주민들과 접촉했지만, 처음에는 관계가 원만했다. 그러나 스페인 원정대의 신선한 음식과 물에 대한 필요성은 섬 주민들이 일정 시간 후에 보급품을 제공할 수 없게 되면서 빠르게 긴장과 갈등으로 이어졌다.:124 진정한 수확물은 스페인인들에게 절실히 필요했지만, 현지인들의 경제에도 중요했던 돼지였다.:124 스페인인들은 "팔과 손이 달린 소년 사분면"을 제공받고 멘다냐에게 먹으라고 권하자 섬 주민들이 식인종이라는 사실에 경악했다.
작은 브리건틴을 건조한 후, 주변의 말레이타섬, 과달카날섬, 마키라섬(산 크리스토발로 명명됨) 및 슈아절섬을 탐험했다. 그러나 식량 교환 시도는 친근한 환영, 오해, 씁쓸한 후퇴, 때로는 화해, 강도질, 폭력적인 보복으로 이어지는 동일한 순환을 낳았다.:129 마침내 1568년 8월 7일 선장, 조종사, 병사, 선원들의 회의에서 페루로 돌아가기로 결정했다. 멘다냐는 더 남쪽으로 항해하기를 원했지만, 사르미엔토 데 감보아와 몇몇 병사들은 식민지 건설을 주장했지만 실패했다.:44–45
두 척의 배는 북쪽으로 항해한 다음 동쪽으로 항해하여 마셜 제도와 웨이크섬을 지나 1569년 1월 말에 멕시코 해안에 도달했다. 이는 괴혈병으로 인한 수많은 사망자가 발생한 길고 어려운 항해였다.

#### 첫 항해의 결과
원정의 주요 결과는 유럽인들에게 솔로몬 제도와 투발루의 발견이었다. 항해자들은 또한 페루에서 광대한 남태평양을 횡단하는 데 귀중한 항해 경험을 얻었다. 이러한 발견은 멘다냐 자신과 페드로 페르난데스 데 케이로스에 의한 테라 아우스트랄리스 탐색을 위한 연속적인 원정으로 이어졌다. 그러나 위대한 남쪽 대륙은 아직 유럽인들에게 발견되지 않았다. 이제 솔로몬 제도로 불리는 발견된 섬들은 금의 흔적을 거의 보여주지 않았다. 향신료는 없었고, 사람들은 기독교로 개종하지 않았다. 비록 스페인인들에게 납치된 솔로몬 제도 가족 한 명은 페루에서 독실한 기독교인이 되었지만 말이다.
귀환 항해에서 목격된 성 프란치스코 섬(스페인어: Isla de San Francisco; 프랑스어: Île Saint-François)은 아마도 웨이크섬이었을 것이다. 하지만 이 섬을 다시 찾으려던 시도에서 제임스 쿡이 처음으로 하와이 제도를 발견했다.

### 1595–1596년 항해
멘다냐가 마드리드와 리마에서 수년간 호의를 구한 후, 1590년대 초에 훨씬 더 크고 비용이 많이 드는 원정대가 계획되었다. 네 척의 배와 378명의 남녀노소가 솔로몬 제도에 식민지를 건설할 예정이었다. 다시 한번, 이 항해의 지도자들은 "극도로 다른 성격"을 가지고 있었다.:63 멘다냐는 그의 아내 이사벨 바레토, 그녀의 세 형제와 한 자매와 함께 다시 지휘를 맡았다. 수석 항해사는 스페인 해군에 복무 중인 젊은 포르투갈 항해사 페드로 페르난데스 데 케이로스였다. 논쟁적인 노병 페드로 메리노 만리케는 야영장 관리인으로 선택되었다. 만리케는 함대가 출발하기도 전에 분쟁을 일으켰다.

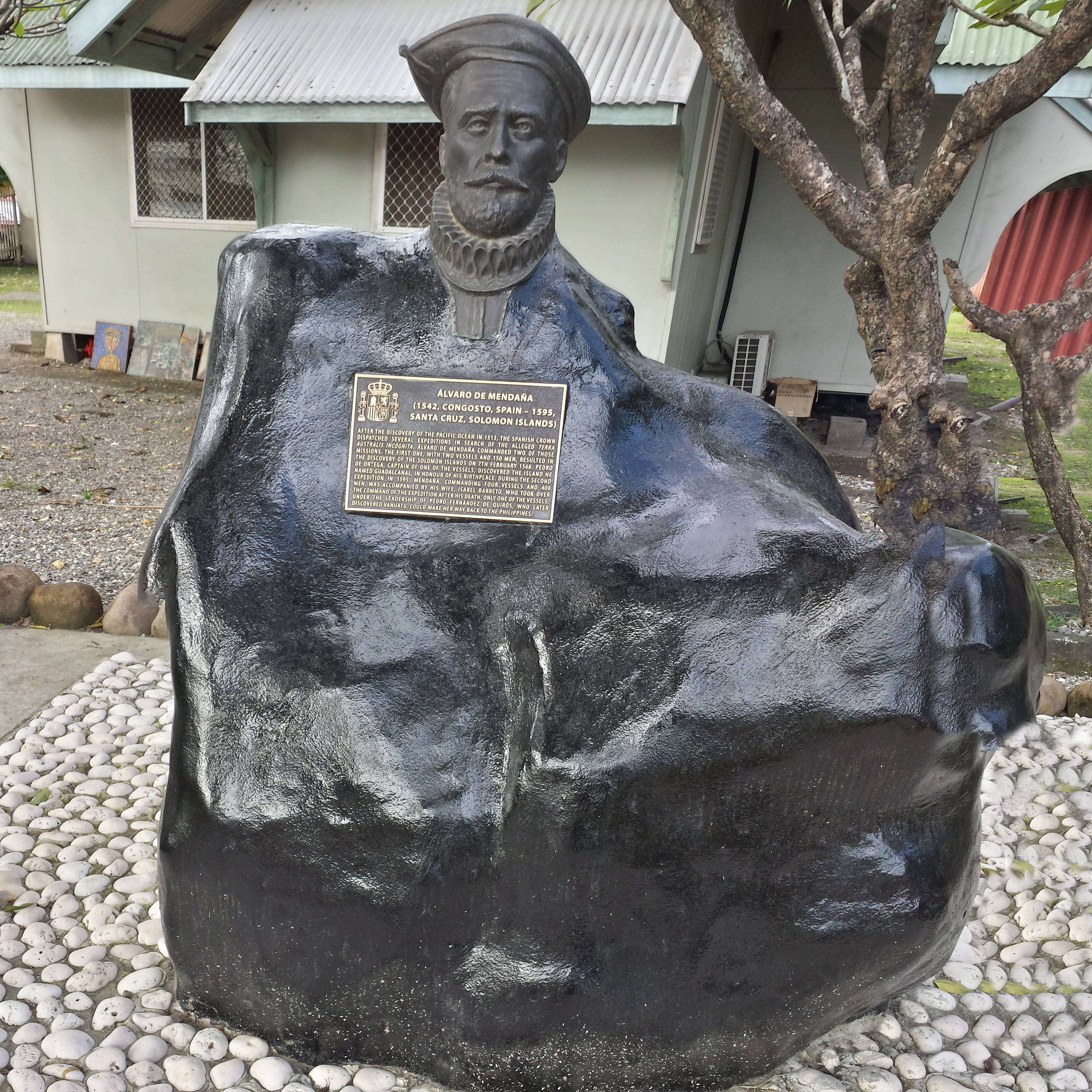
포인트 크루즈에 있는 솔로몬 제도 박물관의 스페인 탐험가 멘다냐 흉상.

네 척의 배, 산 헤로니모(기함), 산타 이사벨(부함), 더 작은 프리깃 산타 카탈리나, 그리고 갤리엇 산 펠리페는 1595년 4월 9일 카야오를 떠났다. 첫 달 동안 사기가 높았고, 열다섯 번의 결혼식이 거행되었다.:128 멘다냐는 케이로스에게 페루와 솔로몬 제도만 표시된 해도들을 그의 선장들을 위해 준비하게 했다.
1595년 7월 21일, 배들은 마르키즈 제도(당시 페루 총독 가르시아 우르타도 데 멘도사, 제5대 카녜테 후작의 아내의 이름을 따서 명명됨)에 도착했고, 카누를 탄 400명의 사람들을 만났다. 스페인인들은 그들의 "우아한 형태"와 "거의 흰색" 피부색에 감탄했지만, 원주민과의 관계는 나중에 악화되었다. 2주 후 원정대가 떠날 때, 케이로스는 200명의 마르키즈 주민들이 죽었다고 추정했다.:128

솔로몬 및 산타크루즈 제도에서의 스페인 활동.

멘다냐는 솔로몬 제도가 근처에 있다고 확신했지만, 9월 8일이 되어서야 다시 육지를 발견했는데, 이번에는 넨도섬이었고, 그들은 "산타 크루즈"라고 명명했다. 그러나 산타 이사벨은 사라졌고, 두 척의 작은 배가 수색했지만 찾을 수 없었다. 현재 그라시오사 만에 도착하여 정착이 시작되었다. 지역 섬 주민들과 그들의 족장 말로페와의 관계는 식량 제공과 건물 건설 지원으로 잘 시작되었다. 그러나 스페인인들 사이의 사기는 낮았고 말라리아 또는 쯔쯔가무시병으로 추정되는) 질병이 만연했다. 만리케는 멘다냐의 명령과 앞에서 살해되었고, 얼마 후 말로페는 병사들에 의해 살해되었다. 섬 주민들과의 관계는 곧 악화되었다.
내부 분열과 사망자 증가로 인해 정착촌은 무너지기 시작했다. 멘다냐 자신은 1595년 10월 18일에 사망하여 그의 아내를 상속인이자 총독으로, 그녀의 오빠 로렌조를 총독으로 남겼다. 10월 30일, 정착촌을 포기하기로 결정되었다. 1595년 11월 18일 세 척의 배가 떠날 때, 한 달 만에 47명이 사망했다.:85
페드로 페르난데스 데 케이로스는 해도 없이 산 헤로니모를 필리핀으로 안전하게 데려간 공로를 인정받아 1596년 2월 11일 마닐라만에 도착했다. 산타 크루즈에서 12주간의 항해 동안 50명 이상이 사망했는데, 부분적으로는 식량 부족과 이사벨 바레토가 개인 식량 및 물 저장고를 공유하기를 거부했기 때문이라고 한다. 프리깃함(멘다냐의 시신을 실은)은 항해 중 사라졌고, 갤리엇 산 펠리페는 며칠 후 민다나오섬 남쪽 끝에 도착했다.

### 여파
페루에서 항해한 378명 중 약 100명이 살아남았지만, 10명은 마닐라에 도착한 직후 사망했다. 이사벨 바레토는 마닐라에서 영예를 얻었고, 케이로스는 그의 공로로 칭찬을 받았으며 산타 크루즈에서의 살인에 대한 모든 책임에서 벗어났다. 3개월 후 이사벨 부인은 총독의 사촌과 결혼했다. 그녀는 계속해서 솔로몬 제도로 돌아가기를 주장했다. 그녀는 1612년에 사망했다.:88–90
1597년 6월 페루로 돌아온 케이로스는 솔로몬 제도로 돌아가기 위한 캠페인을 시작했고, 1605년 다음 스페인 원정대를 이끌었다. 이 원정 또한 성공적이지 못했지만, 핏케언 제도와 바누아투의 발견으로 이어졌고, 에스피리투산토섬의 경우 잠시 정착하기도 했다. 케이로스는 1606년에 솔로몬 제도를 방문했지만, 정착지를 건설할 수 없었다. 솔로몬 제도는 1767년 필립 카터렛이 산타 크루즈와 말레이타섬을 발견할 때까지 외부인들의 방문이 없었다.
항해 이야기는 로버트 그레이브스의 역사 소설 《무지의 섬들》에 실려 있다.

## 같이 보기
- 페드로 페르난데스 데 케이로스

### 인용
1. ↑  Hilder, Brett (1980). 《The Voyage of Torres》. St. Lucia, Queensland: Queensland University Press. ISBN 0-7022-1275-X.
2. 1 2 3 4 5 6  Estensen, Miriam (2006). 《Terra Australis Incognita; The Spanish Quest for the Mysterious Great South Land》. Australia: Allen & Unwin. ISBN 1-74175-054-7.
3. 1 2 3 4 5 6  Spate, Oscar Hermann Khristian (1979). 《The Spanish Lake》 (PDF) 2004판. Canberra: ANU Press, The Australian National University. ISBN 1-920942-17-3.
4. ↑  “Alvaro de Mendaña de Neira, 1542?–1595 / Pedro Fernandes de Queirós, d. 1615”. 《Strait Through: Magellan to Cook & the Pacific》. Princeton University Library. 2010. 2024년 8월 28일에 확인함.
5. ↑  Hernando Gallego quoted in Estensen, Miriam (2006) p. 27.
6. ↑  Amherst (1901), Vol. I, p. 69, and Vol II., p. 209.
7. ↑  Forbes (1999), 208쪽.
8. ↑  Incorrectly marked as 1500 leagues west of Lima, as the Spanish underestimated the size of the Pacific. See Spate, O.H.K (1979).
9. ↑  This island lies about 400 kilometres south-east of the main Solomon Islands chain.
10. ↑  As archaeological work in the early 1970s showed, the Santa Ysabel apparently made it to San Cristobal in the Solomon Islands chain, probably waiting there for the other ships. What fate befell the people of the Santa Ysabel we do not know. See Allen, Jim; Green, Roger C. (1972). 《Mendana 1595 and the Fate of the Lost 'Almiranta': An Archaeological Investigation》. 《The Journal of Pacific History》 7. 73–91쪽. doi:10.1080/00223347208572201. ISSN 0022-3344. JSTOR 25168091.
11. ↑  Miles, J. A.; Austin, F. J.; Jennings, L. C. (July 1981). 《Scrub typhus in the Eastern Solomon Islands and Northern Vanuatu (New Hebrides)》. 《The American Journal of Tropical Medicine and Hygiene》 30. 849–854쪽. doi:10.4269/ajtmh.1981.30.849. ISSN 0002-9637. PMID 6789693.
12. ↑  On arrival in Manila Bay a horrified official asked why Barreto's two pigs had not been slaughtered. "What the Devil! Is this a time for courtesy with pigs?" he asked. See Spate, O.H.K (1979) p. 131.

### 참고 문헌
- 본 문서에는 현재 퍼블릭 도메인에 속한 1913년 가톨릭 백과사전의 내용을 기초로 작성된 내용이 포함되어 있습니다.
- Amherst, William, 편집. (1901). 《The Discovery of the Solomon Islands by Alvaro de Mendaña in 1568, Vol. I & II》. London: Printed for the Hakluyt Society. OCLC 10690939.
- Forbes, David W., 편집. (1999), 《Hawaiian National Bibliography 1780–1900, Vol. I: 1780–1830》, Honolulu: University of Hawaiʻi Press, ISBN 9780824820428.

## 더 읽어보기
- Allen, Jim; Green, Roger C. (1972). 《Mendana 1595 and the Fate of the Lost 'Almiranta': An Archaeological Investigation》. 《The Journal of Pacific History》 7. 73–91쪽. doi:10.1080/00223347208572201. ISSN 0022-3344. JSTOR 25168091.
- Collingridge de Tourcey, George (1906). 〈IX. Mendana and Sarmiento Discover the Solomons〉. 《The First Discovery of Australia and New Guinea: Being the Narrative of Portuguese and Spanish Discoveries in the Australasian Regions, between the Years 1492-1606, with Descriptions of their Old Charts》. Sydney: William Brooks and Company Limited.
- Hattendorf, John J., 편집. (2007). 〈de Mendaña, Álvaro〉. 《The Oxford Encyclopedia of Maritime History》. Oxford University Press. ISBN 978-0-19-513075-1.
- Howgego, Raymond John, 편집. (2003). 〈Mendana de Neira, Alvaro de〉. 《Encyclopedia of Exploration to 1800》. Hordern House. 701–703쪽. ISBN 1875567364.
- Pastor, Manuel I. Olano. “Alvaro de Mendana y Neira”. 《Real Academia de la Historia》 (스페인어).
- Wentley, Mark (2007). 〈de Mendaña, Alvaro〉. 《The Oxford Companion to World Exploration》. Oxford University Press. ISBN 978-0-19-514922-7.